# Asturleonesische Sprache
Die asturleonesische Sprache oder asturisch-leonesische Sprache (astur./leones. asturllionés, span. asturleonés) ist eine iberoromanische Sprachgruppe, die im Nordwesten Spaniens und angrenzenden Gebieten Portugals gesprochen wird. Sie umfasst das Asturische im größten Teil der Region Asturien, das Leonesische in Teilen der Provinzen León, Zamora und Salamanca und das Mirandesische im Gebiet von Miranda do Douro in Portugal. Im weiteren Sinne wird gelegentlich auch das Extremadurische der Extremadura hinzugerechnet.

## Sprachbezeichnungen

Sprachräumliche Entwicklung Südwesteuropas im 2. Jahrtausend n. Chr.

Die Bezeichnung Asturleonesisch oder Asturisch-Leonesisch (astur./leones. asturllionés, span. asturleonés) stammt aus der romanischen Sprachwissenschaft und wird in wissenschaftlichen Veröffentlichungen als übergreifende Bezeichnung für die Gesamtheit der verwandten Varietäten gebraucht, ist jedoch als Selbstbezeichnung nicht gebräuchlich.
In Asturien werden die dortigen Varietäten im Allgemeinen als Asturisch (astur. asturianu, span. asturiano) oder als Bable bezeichnet, wobei die letztgenannte Bezeichnung umgangssprachlich weitverbreitet ist, von manchen jedoch als pejorativ empfunden und deshalb abgelehnt wird. In Kreisen, die die offizielle Anerkennung der Sprache in Asturien fordern, ist fast ausschließlich der Name Asturisch gebräuchlich.
Im Gebiet der Provinzen León, Zamora und Salamanca wird für die dortigen Varietäten hingegen die Bezeichnung Leonesisch (leones. llïonés bzw. span. leonés) verwendet.
In Miranda do Douro wird die lokale Varietät als mirandesisch bezeichnet.

## Klassifikation

Das Verbreitungsgebiet der asturleonesischen Varietäten und der Übergangsdialekte

Das Asturischleonesische ist Teil eines Dialektkontinuums, das alle iberoromanischen Varietäten im Norden der Iberischen Halbinsel umfasst. Es bildet neben Galicisch-Portugiesisch, Kastilisch (Spanisch), Aragonesisch und Katalanisch eine der fünf bis heute existierenden romanischen Dialektgruppen der Iberischen Halbinsel, die nach heutigem Stand der historisch-vergleichenden romanischen Sprachwissenschaft direkt aus dem örtlichen Vulgärlatein entstanden sind – im Unterschied zu den im Süden der Halbinsel gesprochenen Varietäten, die aus den durch die Reconquista dorthin gebrachten Sprachformen entstanden sind.
Die dialektale Gliederung innerhalb des Asturleonesischen folgt nur teilweise der primär soziolinguistisch motivierten Unterscheidung von Asturisch, Leonesisch und mirandesisch. Das Asturische lässt sich in zahlreiche Unterdialekte gliedern, wobei die in Nord-Süd-Richtung verlaufenden Isoglossen sich meist im Leonesischen fortsetzen. Das Mirandesische nimmt in mancher Hinsicht eine Sonderstellung ein, die neben seiner Randlage auch durch die trennende Wirkung der spanisch-portugiesischen Staatsgrenze bedingt ist.
Die asturleonesischen Varietäten gehen im Osten, Südosten und Süden in die kastilischen (spanischen) und im Westen in die galicischen und portugiesischen über. Insgesamt sind die Gemeinsamkeiten mit dem Spanischen größer als diejenigen mit dem Galicisch-Portugiesischen.
Im Süden lassen sich in den Varietäten der Extremadura neben kastilischen auch deutliche asturleonesische Elemente nachweisen, ohne dass sie sich eindeutig dem Asturleonesischen zurechnen ließen; die nördlichen Dialekte (als Extremeño bezeichnet) stehen ihm noch am nächsten, die zentralen und südlichen lassen sich hingegen am ehesten dem andalusischen Spanisch zuordnen. Das Extremeño kann als Übergangssprache vom andalusischen Spanisch zu Asturleonesisch angesehen werden.
Die Übergangsvarietäten im Westen zum Galicischen werden auch als Eonaviano bezeichnet. Im Osten existieren im extremen Osten Asturiens und im Westen sowie Süden Kantabriens Übergangsvarietäten zwischen Kastilisch und Asturleonesisch, die auch als Cántabro (Kantabrisch) oder Montañés bezeichnet werden. Insbesondere die letzteren Varietäten Kantabriens sind heute zugunsten des Kastilischen fast verschwunden.

## Verbreitung
Asturisch-Leonesisch wird im größten Teil der Region Asturien gesprochen; Ausnahme ist das Gebiet an der Grenze zu Galicien, wo Übergangsdialekte zwischen Asturisch und Galicisch gesprochen werden. Vor allem in den größeren Städten hat sich jedoch in jüngerer Zeit das Kastilische (Spanische) nicht nur als Zweit-, sondern auch als Erstsprache verbreitet, so dass dort ein Teil der Bevölkerung nicht mehr Asturisch spricht. Insgesamt sprechen in Asturien etwa 450.000 Menschen (44,4 % der Gesamtbevölkerung) Asturisch.
Des Weiteren wird Asturisch-Leonesisch im Norden und Westen der spanischen Provinz León sowie im Westen der spanischen Provinzen Zamora und Salamanca, die einst auch Teil des Königreichs León waren, gesprochen. 
Schließlich wird das auf das Asturisch-Leonesische zurückgehende Mirandesisch (Mirandês) im Kreis Miranda do Douro sowie in einigen Ortschaften der benachbarten Kreise im Nordosten Portugals gesprochen.
Bei manchen Varietäten im Westen Asturiens und der Provinz León sowie im Osten der galicischen Provinz Ourense ist umstritten, ob sie eher dem Asturisch-Leonesischen oder dem Galicischen zuzuordnen sind.

## Soziolinguistik
Die muttersprachlichen Sprecher des Asturleonesischen sprechen im Allgemeinen ihre lokale Varietät.
Aufgrund zahlreicher linguistischer Gemeinsamkeiten mit dem Spanischen einerseits und der Tatsache, dass es lange Zeit keine normierte asturischleonesische Schriftsprache gab, sondern in dieser Funktion das Spanische verwendet wurde, wurden die asturleonesischen Varietäten in der älteren Romanistik im Allgemeinen als Dialekte der spanischen Sprache betrachtet. Dies entsprach auch der früher weit verbreiteten Selbstwahrnehmung der Sprecher von ihrer Sprache als einem irgendwie „korrumpierten“ Spanisch.
In der Region Asturien wurde seit den 1970er und 1980er Jahren eine schriftsprachliche Norm des Asturischen auf der Grundlage der Dialekte Zentralasturiens ausgearbeitet. Die Forderung nach offizieller Anerkennung der Sprache wurde bisher nur in begrenztem Maße (im Schulwesen und auf lokaler Ebene in einigen Gemeinden) erfüllt. Amtssprache der Region Asturien ist jedoch ausschließlich Spanisch. Einige Vor- und Grundschulen benutzen die Sprache als Unterrichtsmedium. In der Primär- und Sekundärstufe wird Asturisch als Wahlfach angeboten.
In Portugal ist das mirandesisch im Gebiet von Miranda do Douro lokale Amtssprache zusammen mit dem Portugiesischen.